# Eglisau
Eglisau est une commune suisse du canton de Zurich.

## Géographie
La commune d'Eglisau se situe au bord d'une retenue sur la rive nord du Rhin, dont le barrage est situé à 4 kilomètres en aval, au confluent du Rhin et de la Glatt. Elle a une frontière commune avec le canton de Schaffhouse.

## Histoire
Les constructions les plus anciennes remontent au XIIIe siècle. Le premier pont érigé sur le Rhin date de 1250.
En 1496, la bourgade fut vendue à Zurich et servit de résidence aux baillis.
Jusqu’au XIXe siècle, Eglisau joua un rôle important dans le commerce international du blé et du sel.
Entre 1916 et 1920, la construction du barrage a fait monter les eaux de 8,5 mètres et nécessité la démolition du pont sur le Rhin, ainsi que des habitations sises au bord du fleuve.

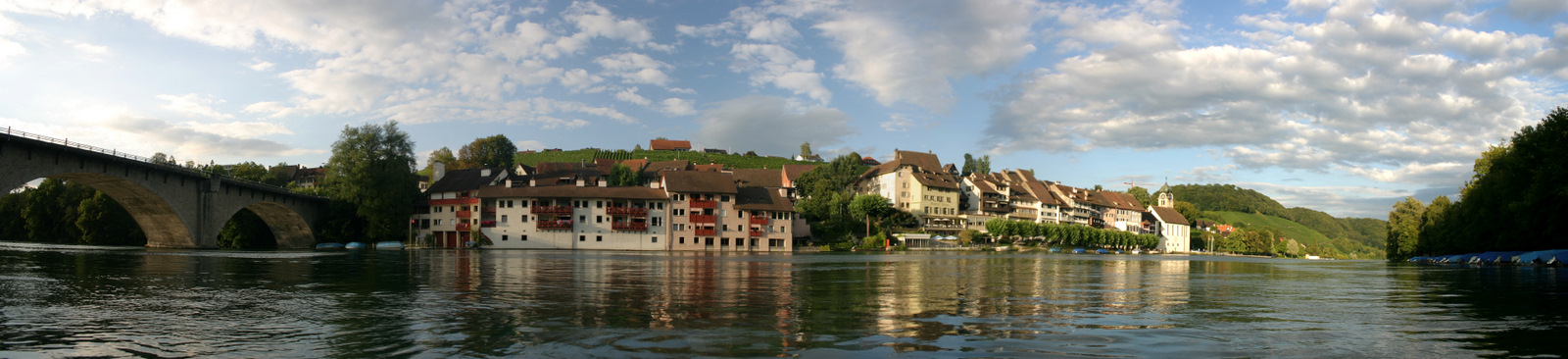
Vue panoramique d'Eglisau.

## Population
| Évolution de la population | Évolution de la population |
| Année                      | Habitants                  |
| -------------------------- | -------------------------- |
| 1488                       | 650                        |
| 1588                       | 860                        |
| 1634                       | 998                        |
| 1689                       | 1 494                      |
| 1796                       | 1 578                      |
| 1850                       | 1 612                      |
| 1880                       | 1 449                      |
| 1900                       | 1 175                      |
| 1950                       | 1 603                      |
| 2000                       | 2 893                      |
| 2003                       | 3 318                      |
| 2005                       | 3 401                      |
| 2007                       | 3 599                      |
| 2008                       | 3 707                      |
| 2009                       | 3 918                      |
| 2010                       | 4 213                      |
| 2011                       | 4 501                      |
| 2012                       | 4 700                      |

## Culture

Photo aérienne prise à 50 m par Walter Mittelholzer (1929).

- Course de bateaux chinois (Drachenboot) le dernier week-end de juin
- Association Viva Eglisau pour la promotion du village et organisation de manifestations diverses
- Association de Yodel et de cor des Alpes : Jodelklub Eglisau
- Galerie d'art Galerie am Platz, ouverte en 1961
- Musée local dans la Weierbachhaus, ouvert le premier week-end de chaque mois

## Économie

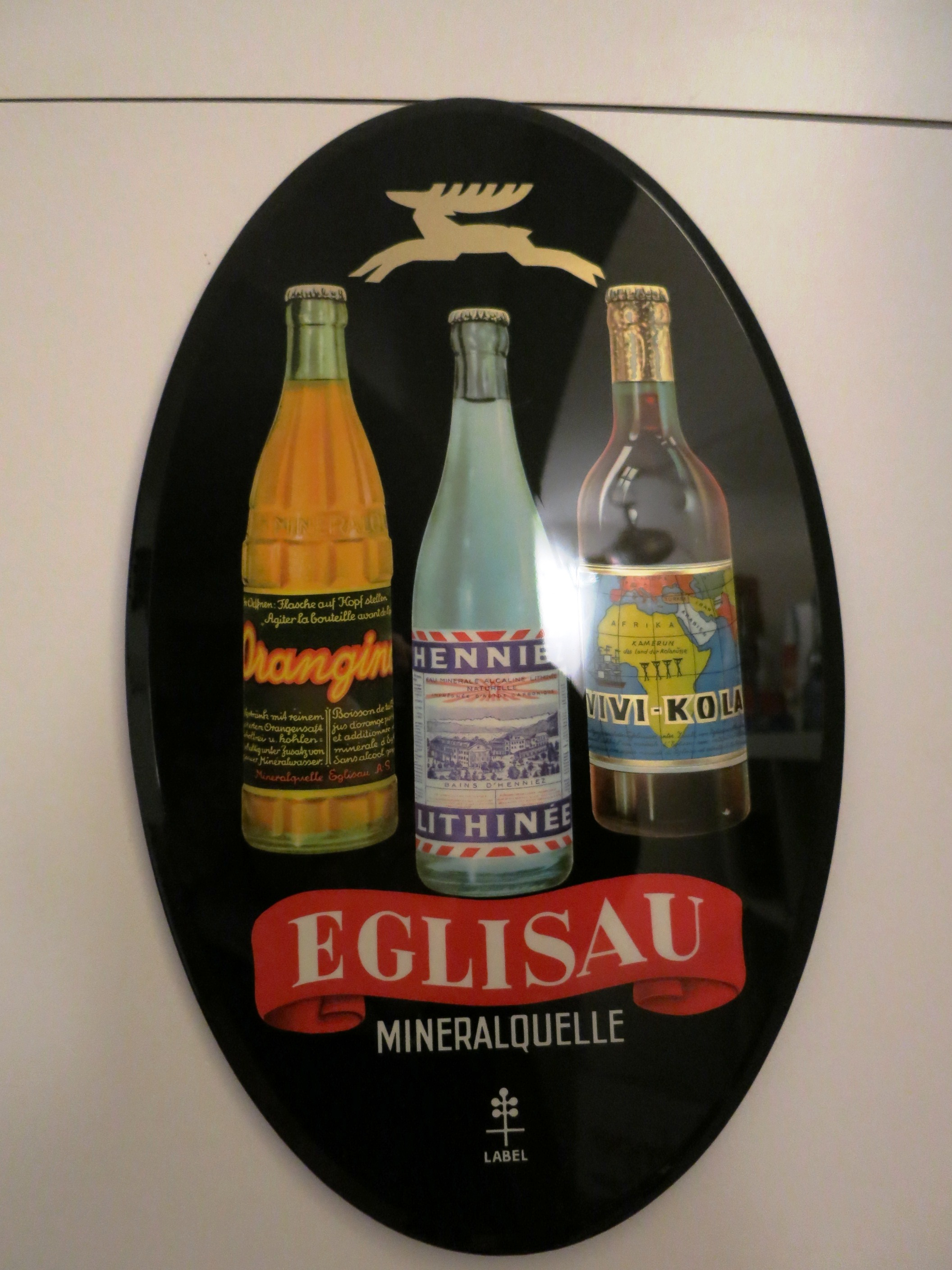
Production locale de boissons gazeuses, Orangina, Henniez et Vivi Kola.

Si Eglisau n'a longtemps vécu que du commerce et du vignoble, la petite cité au cachet médiéval est devenue un centre industriel régional, abritant notamment le siège du groupe Forbo (fabricant de colles et revêtements de sols), ainsi que la société Stamoïd, filiale du groupe Ferrari. L'entreprise Thurella (embouteillage de boissons sans alcool) a joué un rôle économique important mais a été délocalisée en 2011. Dans le secteur des boissons on compte aussi l'entreprise Vivi Kola. À proximité de la localité se trouve également l'usine hydroélectrique d'Eglisau, aménagée sur la Thur.

## Transports
- Ligne ferroviaire CFF Zurich-Schaffhouse, à 26 kilomètres de Zurich et à 20 kilomètres de Schaffhouse
- Ligne ferroviaire CFF Winterthour-Waldshut, à 22 kilomètres de Winterthour et à 28 kilomètres de Waldshut
- Autoroute A51 (Zurich Nord-Bülach Nord)  1 (Bülach Nord)

## Curiosités
- Église paroissiale réformée (fresques gothiques de la fin du XVe)
- Untergass (rue basse)
- Obergass

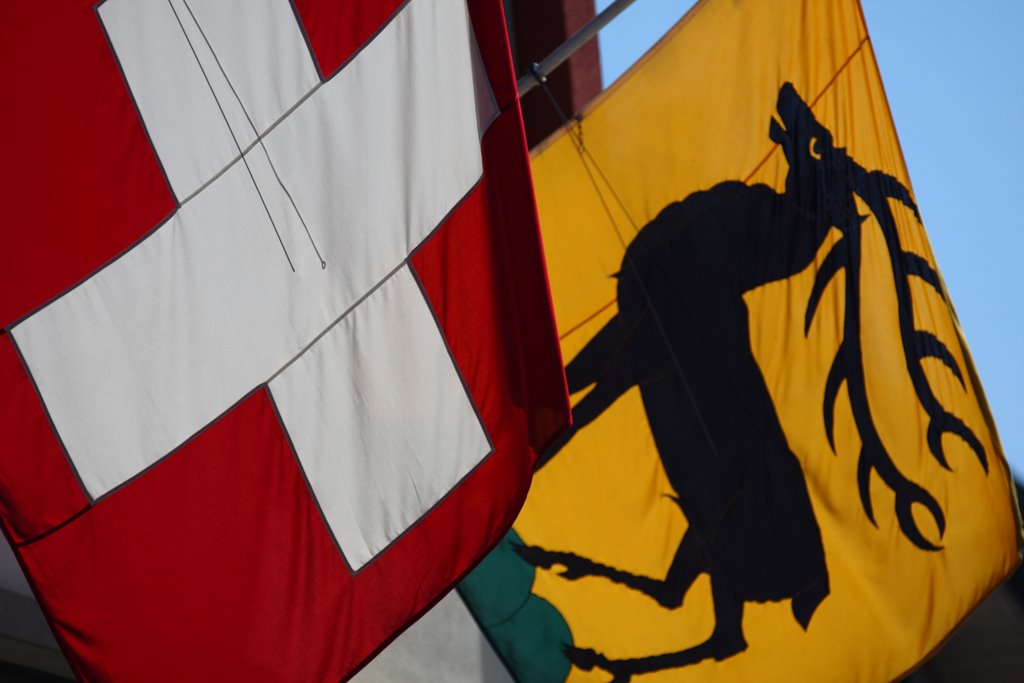
Drapeaux de la Suisse et d'Eglisau.
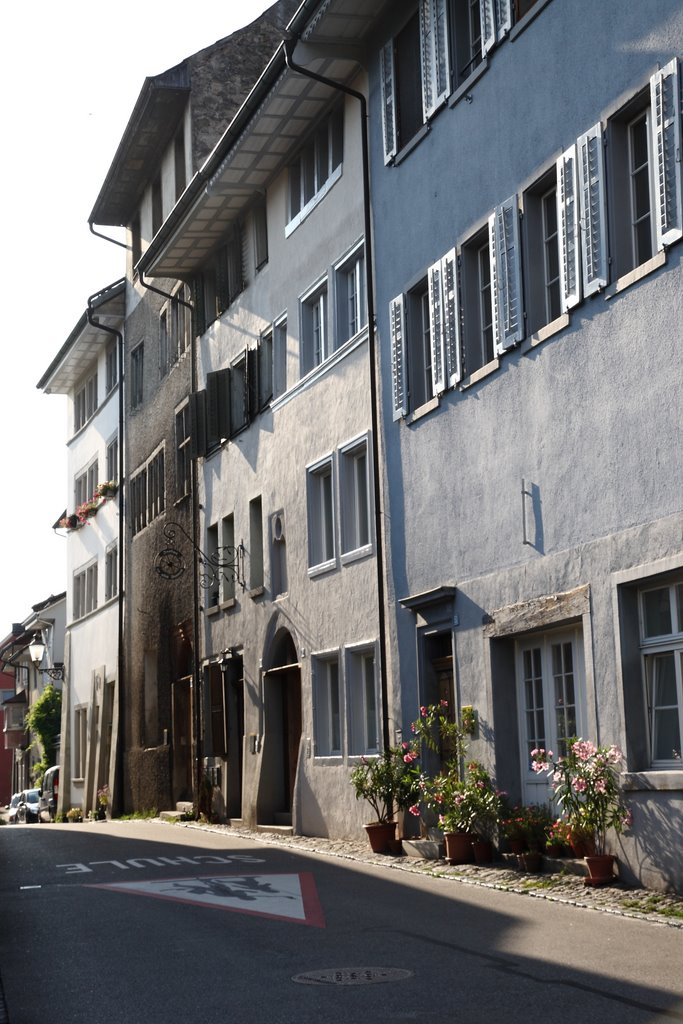
La rue Obergass.
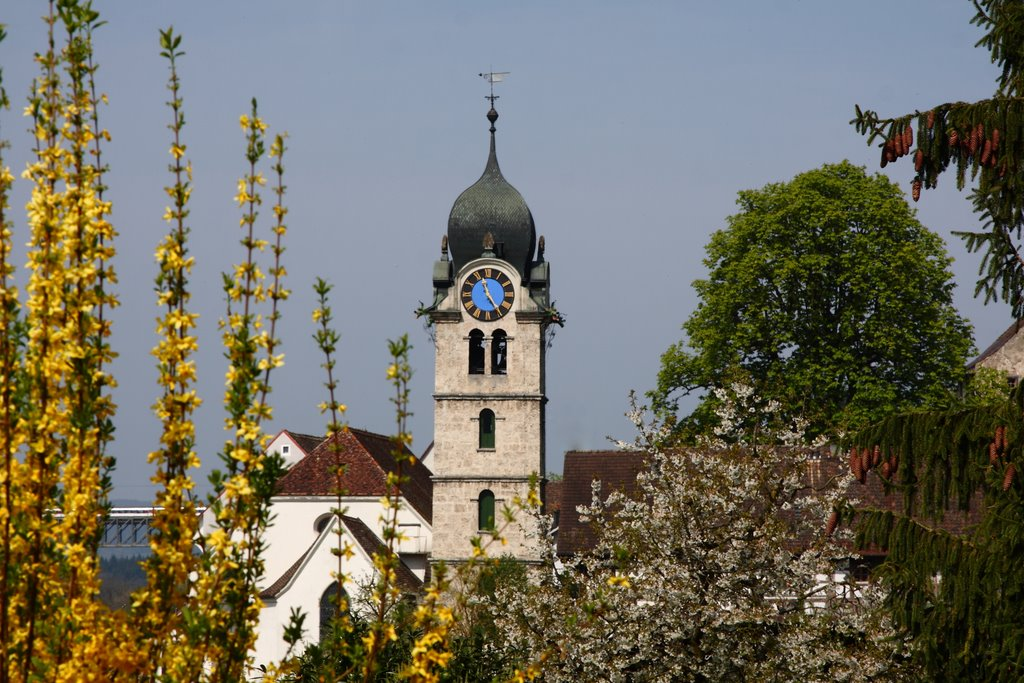
L'église réformée.
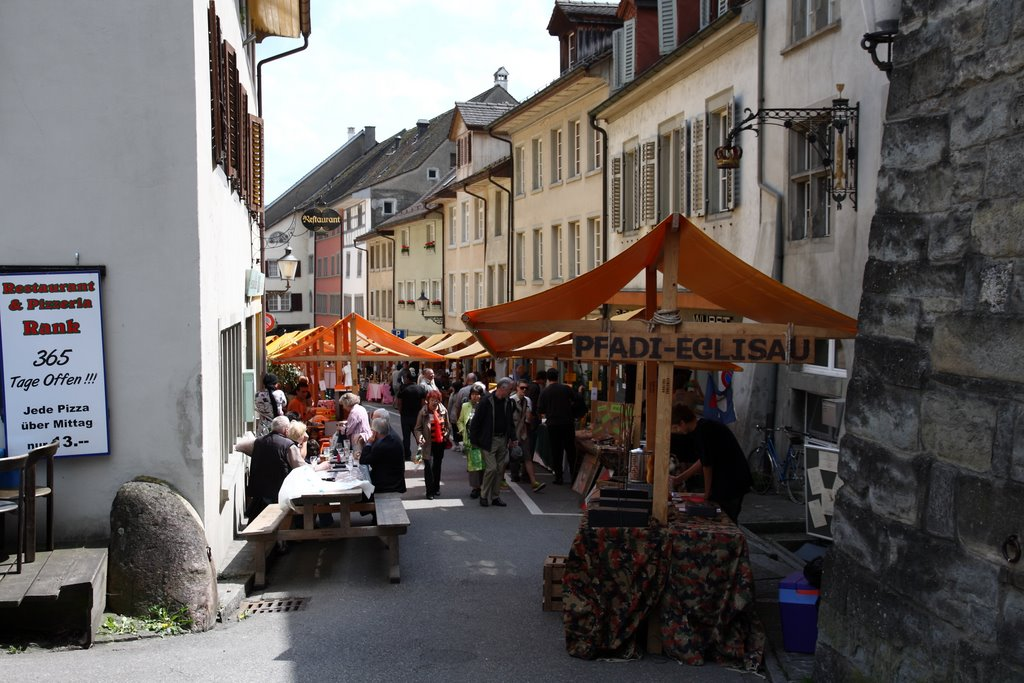
La rue Untergass un jour de marché.
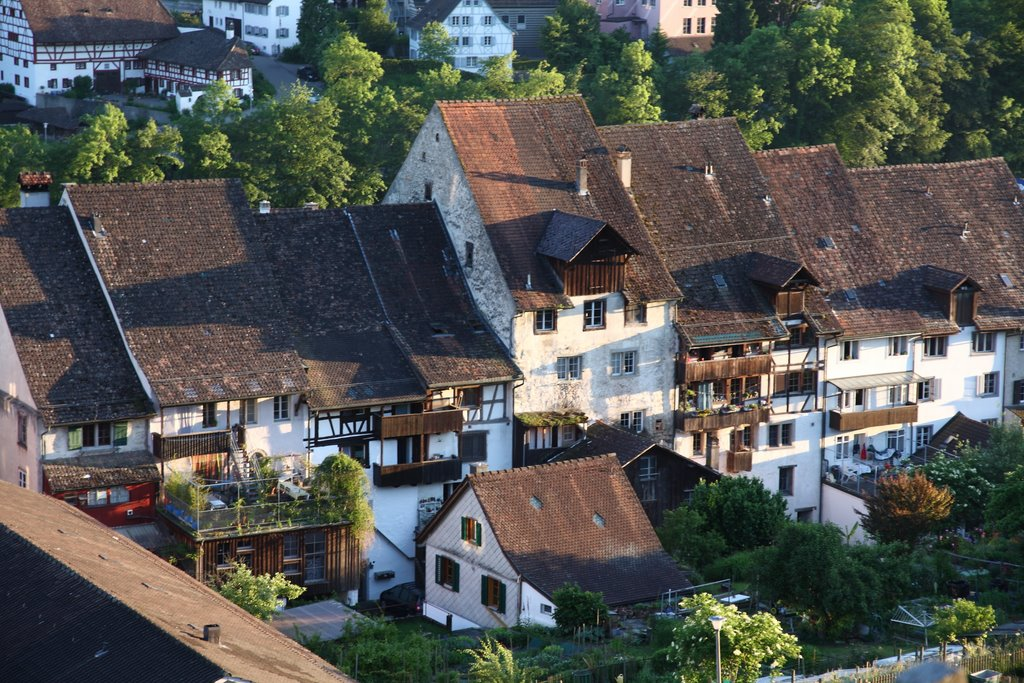
Les maisons anciennes entre les rues Obergass et Stadtgraben.
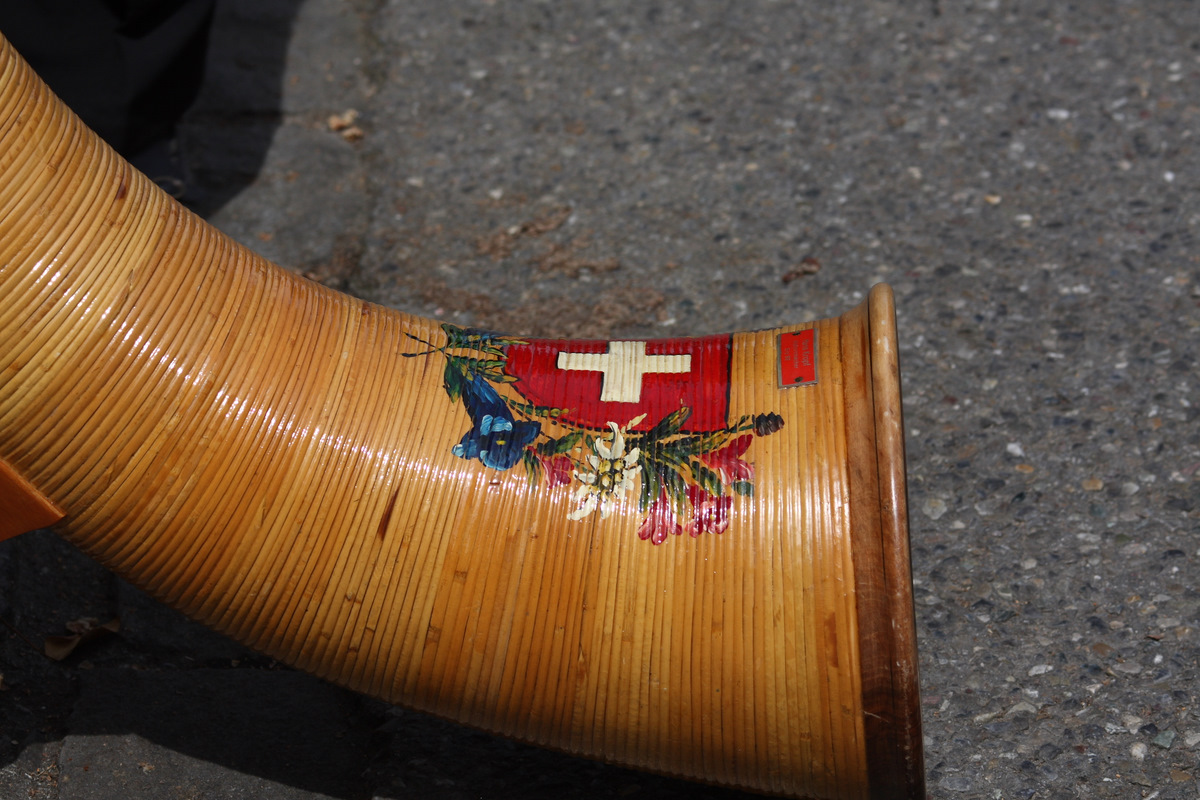
Cor des Alpes (détail).

Eglisau fait partie depuis 2017 de l'association Les plus beaux villages de Suisse.